# Amel Bent
Amel Bent (Amel Bent Bachir, arabiska: أمل بنت بشير), född 21 juni 1985 i Paris, Frankrike, är en fransk sångerska som växte upp i Joué-lès-Tours med en algerisk far och en marockansk mor. Hennes karriär inleddes när hon deltog i Nouvelle Star 2 som är Frankrikes motsvarighet till Idol. Hon vann inte tävlingen men upptäcktes av musikproducenter och släppte strax därefter 2004 albumet Un jour d'été. Albumet sålde i 200 000 exemplar men singeln "Ma philosophie" sålde i en halv miljon exemplar och låg på förstaplatsen över mest sålda singlar i Frankrike i 6 veckor.
2007 släppte Amel Bent sin nya skiva À 20 ans med singlarna "Nouveau francais" och "À 20 ans", en duett med Diam's. Enligt franska Wikipedia har skivan sålt 150 000 exemplar till september 2007.

## Diskografi
- Un jour d'été (2004)
- À 20 ans (2007)